# Julius Buddeus
Julius Friedrich Albert Buddeus (* 15. Mai 1812 in Bielefeld, Königreich Westphalen; † 3. Juli 1873 in Düsseldorf, Rheinprovinz) war ein deutscher Verleger, Buch- und Kunsthändler sowie Dichter. In Düsseldorf gründete er 1839 die Kunst-Handlung Julius Buddeus, auch Buddeus’sche Kunsthandlung genannt. Von 1848 bis 1873 beschränkte er sich unter dem Firmennamen Verlagshandlung von Julius Buddeus auf das Verlagsgeschäft, das seine Witwe nach seinem Tod von 1873 bis 1877 weiterführte.

## Leben
Buddeus kam 1839 aus Bielefeld nach Düsseldorf, wo er am 10. April 1839 eine Kunst- und Verlagshandlung gründete, die er 1843 um eine Sortimentsbuchhandlung erweiterte. Einen Entwurf für einen Briefkopf der Firma schuf der Düsseldorfer Maler und Grafiker Adolph Schroedter 1839. Engere geschäftliche und persönliche Kontakte unterhielt Buddeus zu Künstlern der Düsseldorfer Malerschule, insbesondere zu Schroedter und zu dem Maler Carl Friedrich Lessing, einem führenden Düsseldorfer Historien- und Landschaftsmaler. Im Mitgliederverzeichnis des Kunstvereins für die Rheinlande und Westfalen tauchte Buddeus unter der Berufsbezeichnung „Kunsthändler“ erstmals 1838/1839 auf. Bereits 1844 oder früher trat er durch eine „permanente Kunstausstellung“ in Erscheinung. 1848 veräußerte er das Sortiment der Buch- und Kunsthandlung an Eduard Schulte, der das Geschäft unter dem Namen J. Buddeus’sche Buch- und Kunsthandlung (Ed. Schulte) weiterführte. In dessen Hände kam auch die Galerie in der Alleestraße 42 in Düsseldorf, wo sie als Galerie Eduard Schulte eine bedeutende Rolle im deutschen Kunsthandel spielte. Allein die Verlagshandlung führte Buddeus bis zu seinem Tod im Jahr 1873 selber fort.

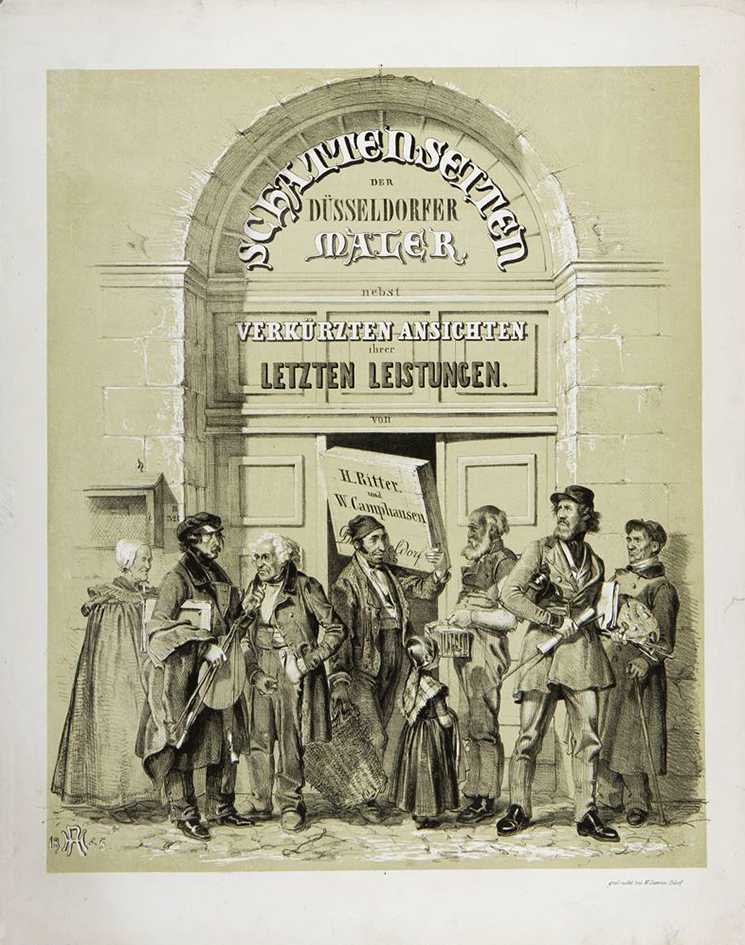
Titelblatt zu Schattenseiten der Düsseldorfer Maler, Lithografie von Wilhelm Severin nach einer Zeichnung von Henry Ritter, 1845

Lehrbuch des Pandektenrechts von Bernhard Windscheid, Titelblatt, 1867

Als Verleger vertrieb Buddeus vorwiegend kunsthistorische, historische und juristische Literatur sowie Grafik (in Einzelstichen, Büchern und Mappenwerken), zum Beispiel:
- zwischen 1839 und 1846: Lieder eines Malers mit Randzeichnungen seiner Freunde von Robert Reinick
- 1840: Die Pfeiffer (Pifferari) vor einem Madonnenbilde, Stahlstich von A. Hoffmann nach einem Gemälde von Theodor Hildebrandt[1]
- 1841: Album deutscher Künstler in Originalradirungen
- 1842: Ueber den Ursprung des Spitzbogenstils von Rudolf Wiegmann
- 1842: Die Kunstwerke der belgischen Städte von Jacob Burckhardt
- 1843: Geschichte der bildenden Künste von Karl Schnaase
- ab 1843: Deutsche Dichtungen mit Randzeichnungen deutscher Künstler
- 1845: Schattenseiten der Düsseldorfer Maler von Wilhelm Camphausen und Henry Ritter
- 1845: Der Heilige Rock zu Trier und die zwanzig andern heiligen ungenähten Röcke von Johann Gildemeister und Heinrich von Sybel
- 1847: Zur Lehre des Code Napoleon von der Ungültigkeit der Rechtsgeschäfte von Bernhard Windscheid
- 1847: Die physische Erziehung der Kinder von Georg Ludwig Hartwig (Digitalisat und Volltext im Deutschen Textarchiv)
- 1847 mit Rudolph Weigel, Leipzig: Das Leben einer Hexe in Zeichnungen von Bonaventura Genelli
- 1848: Stenographischer Bericht des Processes gegen den Dichter Ferdinand Freiligrath
- 1848: Eine Familie aus der ersten Gesellschaft, Roman von Mathilde Raven
- 1848: Vergangenheit und Zukunft der Kunst von Wolfgang Müller von Königswinter
- 1849: Der politische Struwwelpeter von Henry Ritter
- 1853: Kinderhimmel! von Gustav Süs und Wilhelm Herchenbach
- ab 1853: Geschichte der Revolutionszeit. Von 1789 bis 1795 von Heinrich von Sybel
- 1856: Die Actio des römischen Civilrechts von Bernhard Windscheid
- 1856: Die Königliche Kunst-Akademie zu Düsseldorf von Rudolf Wiegmann
- 1862: Die Deutsche Nation und das Kaiserreich von Heinrich von Sybel
- 1866: Geschichte der bildenden Künste bei den Alten von Karl Schnaase
- 1866: England im Reformationszeitalter von Wilhelm Maurenbrecher
- ab 1867: Lehrbuch des Panktektenrechts von Bernhard Windscheid
- ab 1868: Berlins antike Bildwerke. Bausteine zur Geschichte der griechisch-römischen Plastik von Karl Friederichs
- ab 1869: Die Geschichte der bildenden Künste im Mittelalter von Karl Schnaase
- 1871: Der Frieden von 1871 von Heinrich von Sybel
- 1871: Kleinere Kunst und Industrie im Alterthum von Karl Friederichs
- 1872: Kunst und Leben. Reisebriefe aus Griechenland, dem Orient und Italien von Karl Friederichs
- 1875: Die Anfänge der Landfriedensaufrichtungen in Deutschland von Rudolf Goecke

Als Musikliebhaber und Lyriker unterhielt Buddeus Beziehungen zu dem Komponisten Robert Schumann. Seine Gedichte Resignation und Die Meerfee vertonte Schumann 1850 (Op. 83) bzw. 1850/1851 (Op. 125).
Nachdem Buddeus 1873 verstorben war, führte seine Witwe Pauline, geborene Krönig, das Geschäft bis 1877 fort, wobei sie zunächst ihrem Sohn Carl und nach dessen Ausscheiden 1875 Emil Heckenbach die Prokura erteilte. Am 1. Dezember 1877 verkaufte sie die Verlagshandlung an Ludwig Ebner, den Besitzer von Ebner & Seubert, der das Geschäft nach Stuttgart verlegte.